# Marco Villa (Fußballspieler)
Marco Villa (* 18. Juli 1978 in Düsseldorf) ist ein ehemaliger deutscher Fußballspieler italienischer Abstammung. Derzeit ist er als Nachwuchskoordinator beim italienischen Drittligisten Teramo Calcio tätig.

## Sportliche Laufbahn

### Vereinskarriere
Marco Villa kam 1994 als 16-Jähriger aus der Jugendabteilung des KFC Uerdingen 05 zu Borussia Mönchengladbach. Am 4. Spieltag der Saison 1996/97 kam er dann erstmals in der Fußball-Bundesliga zum Einsatz. Bei der 0:1-Niederlage gegen Werder Bremen wurde er in der 70. Minute für Jörgen Pettersson eingewechselt. Einen Spieltag später stand er bei der Partie gegen den Hamburger SV bereits in der Startformation und erzielte in der 20. Minute den Führungstreffer für die Fohlen (Endstand 3:0). Mit diesem Tor war der nun 18-jährige Villa der jüngste Ligatorschütze in der Geschichte von Borussia Mönchengladbach. Es sollte jedoch eines seiner wenigen Tore in der Fußball-Bundesliga bleiben. Letztlich kam Marco Villa in Mönchengladbach nie über die Rolle des Reservisten hinaus und spielte lediglich 2 seiner 24 Spiele über die vollen 90 Minuten.
Im Sommer 1999 wechselte er dann zum österreichischen Erstligisten SV Ried, wo er am 30. Juni 1999 erstmals zum Einsatz kam. Beim 2:1-Auswärtssieg bei SW Bregenz wurde der Deutsche in der 66. Minute eingewechselt und erzielte in der 84. Minute den Siegtreffer. In einem halben Jahr bei Ried traf er in 22 Spielen 8-mal ins Tor, konnte sich aber auch hier nicht gegen die direkten Konkurrenten, wie z. B. Ronald Brunmayr durchsetzen. Es folgten eineinhalb Jahre bei Panathinaikos Athen in Griechenland, ehe der Düsseldorfer wieder nach Deutschland zurückkehrte. Beim 1. FC Nürnberg spielte er aber genau wie bei seiner ersten Bundesligastation Mönchengladbach wieder nur eine Reservistenrolle und konnte in elf Spielen keinen Treffer erzielen, auch bedingt durch zahlreiche Verletzungen.
2003 wechselte Marco Villa zum italienischen Drittligisten AC Arezzo, mit denen er am Saisonende Erster wurde und in die Serie B aufstieg. In der Winterpause der folgenden Saison wechselte der Stürmer zurück in die dritte Liga zu SPAL Ferrara. Wie bereits im Vorjahr erreichte der Verein 2005 erneut den 9. Tabellenplatz. Seit 2006 spielt Villa in der Amateurliga Serie D.

### Auswahleinsätze
Während seiner Zeit als hoch gehandeltes Talent bei Borussia Mönchengladbach absolvierte Marco Villa auch neun Länderspiele für die deutsche U-21-Nationalmannschaft und schoss dabei ein Tor.

## Trivia
In Mönchengladbach sowie in der gemeinsamen Zeit bei der Bundeswehr lernte er Robert Enke kennen. Er wurde zu einem seiner engsten Vertrauten. Nach dem Tod Enkes im Jahr 2009 trat Marco Villa vermehrt in der Öffentlichkeit auf.